# Lutrško Selo
Lutrško Selo este o localitate din comuna Novo mesto, Slovenia, cu o populație de 155 de locuitori.